# Motovedetta

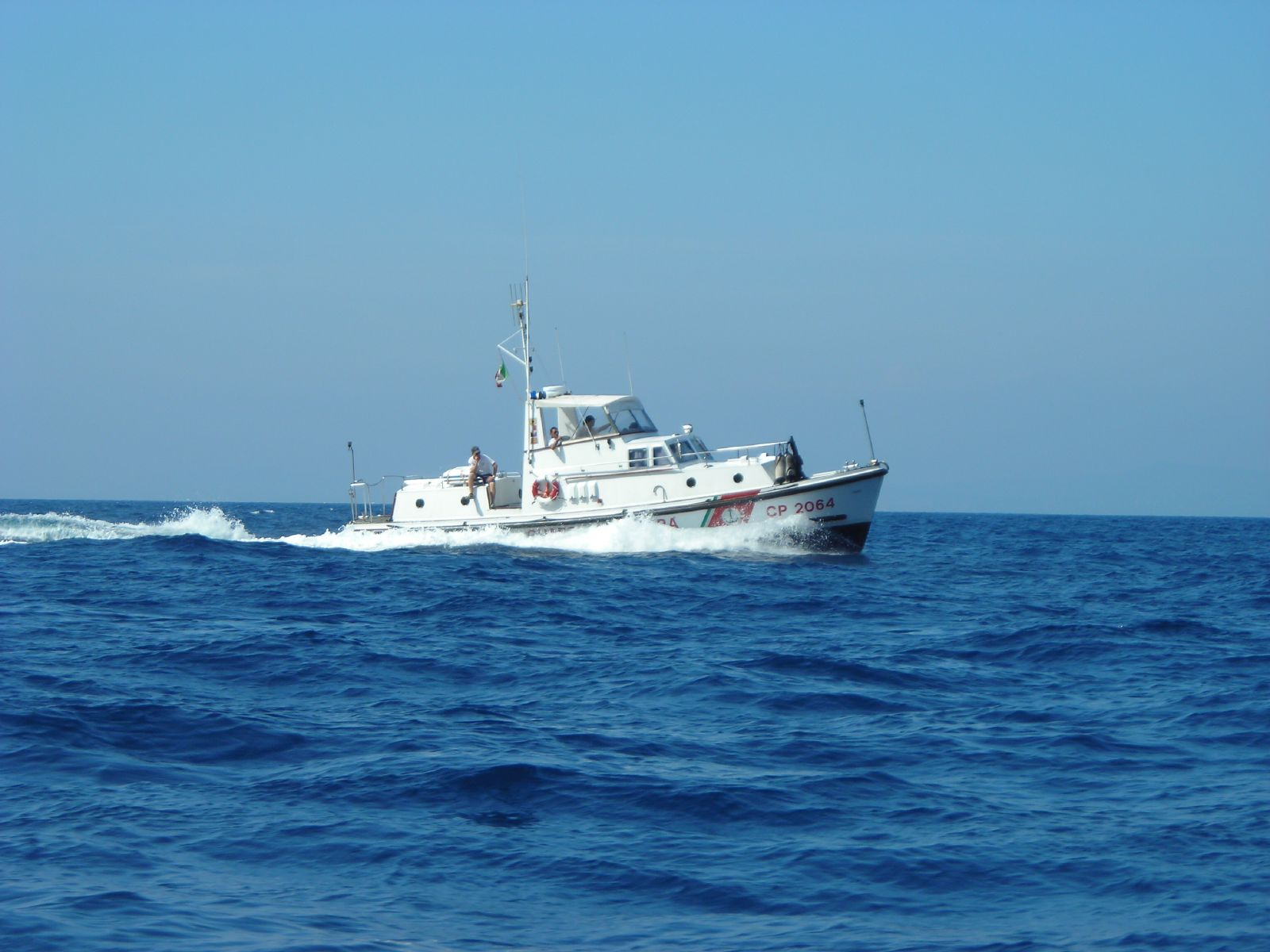
Motovedetta Classe 2000 in dotazione al Corpo delle capitanerie di porto - Guardia Costiera

La motovedetta (o vedetta) è un'unità navale veloce e di piccole dimensioni adibita a ruoli di difesa costiera e servizi di polizia sia in mare che nelle acque interne; le motovedette non devono essere confuse con i pattugliatori, che sono unità di dimensioni e dislocamento maggiori.
Queste navi possono essere in dotazione sia alla marina militare che alle forze di polizia; i loro compiti in genere vanno dalla lotta alla pirateria e repressione del contrabbando ai servizi di sorveglianza dei confini marittimi fino alle operazioni di ricerca e salvataggio.

## Classificazione
Le motovedette si distinguono in due categorie:
- Motovedette costiere: dotate di minore autonomia, operano lungo le coste e nelle acque portuali.
- Motovedette d'altura (o alturiere): dotate di maggiore autonomia, operano al largo. Tra di esse il guardacoste si distingue dalle vedette minori per le caratteristiche costruttive che gli consentono attività autonoma prolungata a largo raggio.

## Caratteristiche
Le vedette sono di solito lunghe sino ad un massimo di 30 metri e hanno motori per lo più diesel (sebbene sulle unità più recenti siano state montate delle turbine a gas) e la loro velocità massima si aggira intorno ai 25 - 30 nodi (46 - 55 km/h).

## Motovedette delle forze armate italiane

### Corpo delle Capitanerie di porto - Guardia Costiera

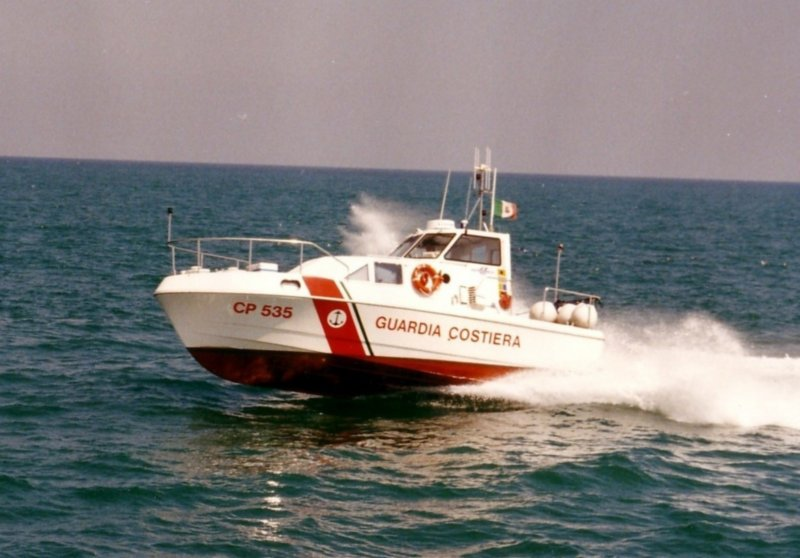
Una motovedetta della Guardia costiera

Le motovedette in dotazione al Corpo delle capitanerie di porto - Guardia costiera sono contraddistinte dalla sigla CP. Le classi 2000, 500 e 700 sono destinate prevalentemente alle attività di polizia marittima, vigilanza pesca e tutela dell'ambiente marino. Le classi 300 e 800 sono progettate per l'attività di ricerca e soccorso in mare.
A differenza delle altre unità della Marina Militare italiana (le cosiddette "navi grigie"), quelle della Guardia Costiera adottano la livrea bianca sull'opera morta, il ponte e le sovrastrutture, e sulle murate presentano il simbolo internazionale della banda rossa obliqua con ancora al centro in campo bianco, personalizzato col richiamo al tricolore nazionale. Il tutto in conformità a quanto avviene con le Guardie costiere di molte altre nazioni in tutto il mondo.
- Classe 2000
- Classe Super Speranza
- Classe 500
- Classe 200/S
- Giulio Ingianni

### Guardia di Finanza
Le motovedette della Guardia di Finanza fanno parte dei reparti operativi aeronavali, comandati da colonnelli, che dirigono e coordinano l'attività specialistica dei reparti marittimi e di volo (Servizio aereo della Guardia di Finanza) in ambito di una o più regioni
- Vedette Veloci Classe 600 Falco
- Vedette Veloci Classe 800
- Vedette Veloci Classe 1600
- Vedette Veloci Classe 3000
- Vedette Veloci Classe 3100
- Vedette Veloci Classe 4000 Drago
- Vedette Veloci Classe 5000
- Vedetta Velocissima Classe 6000 Levriero
- Vedetta Dislocante Classe 5800

### Arma dei Carabinieri

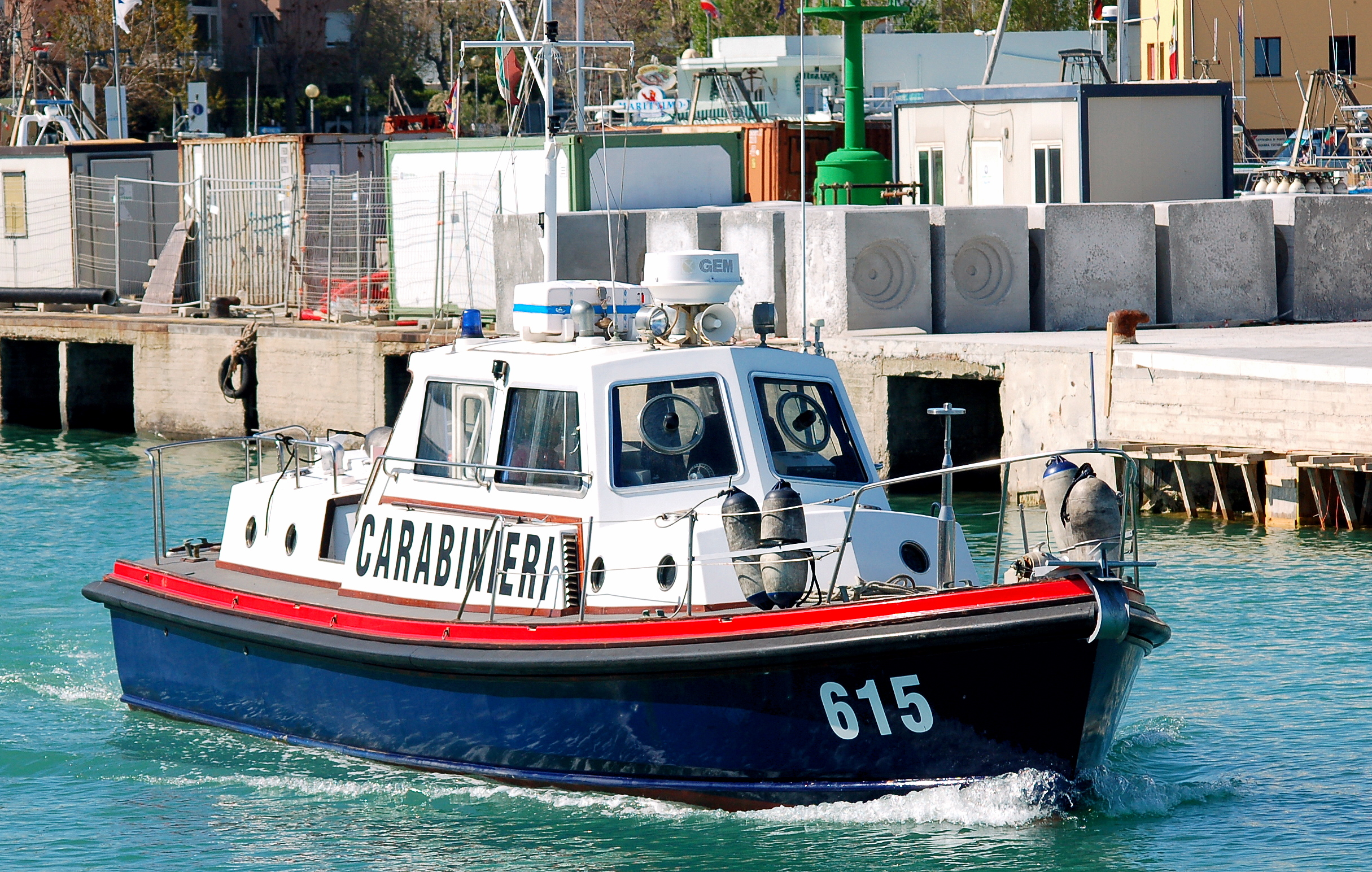
Motovedetta Classe 600 in dotazione al Servizio navale dell'Arma dei Carabinieri

Nell'ambito della razionalizzazione e ottimizzazione dei bilanci delle forze di polizia, la Guardia di Finanza alla fine del 2016 ha assorbito il Servizio navale dell'Arma dei Carabinieri, il Servizio nautico del Corpo forestale dello Stato e le squadre nautiche della Polizia, "fatto salvo il mantenimento delle unità navali impiegate nella laguna di Venezia, nelle acque interne e nelle isole minori".
In realtà nel 2019 oltre a risultare ancora attive varie unità nautiche dell'Arma anche in mare aperto, quali la motovedetta preposta ai collegamenti dei carabinieri forestali con l'area protetta dell'Isola di Montecristo e varie altre, l'Arma ha pure avviato nuovi acquisti di naviglio. Ciò ha determinato polemiche da parte dei quadri della Polizia di Stato, che aveva ottemperato subito ai nuovi dettami.
- Motovedette d'altura
  - Classe 800
  - Classe 700
  - Classe 600
  - Classe S500
  - Classe N500
- Motovedette costiere
  - Classe 200
  - Classe 100
- Motovedette lagunari
  - Classe 300
  - Classe 100N
  - Classe T120